# Clarence Carnes
Pour les articles homonymes, voir Carnes.
Clarence Victor Carnes, né le 14 janvier 1927 et décédé le 3 octobre 1988, connu sous le nom de The Choctaw Kid, est un choctaw connu pour avoir été le plus jeune détenu incarcéré au pénitencier fédéral d'Alcatraz, et pour sa participation à la tentative d'évasion sanglante connue sous le nom de Bataille d'Alcatraz.

## Biographie

### Jeunesse
Clarence Carnes est née à Daisy en Oklahoma, l'aînée de cinq enfants. Il a été condamné à la réclusion à perpétuité à l'âge de 16 ans pour le meurtre d'un préposé au garage lors d'une tentative de hold-up. Au début de 1945, il s'est échappé du réformateur de granit avec un certain nombre d'autres prisonniers, mais a été recapturé et condamné à 99 ans supplémentaires pour un enlèvement effectué pendant qu'il était en fuite. Il a été recapturé en avril 1945 et envoyé au Pénitencier de Leavenworth, mais a tenté d'échapper encore une fois et a été transféré au pénitencier fédéral d'Alcatraz avec une peine supplémentaire de cinq ans. Là, il a été évalué par le psychiatre Romney M. Ritchey et a trouvé une personnalité psychopathique et être émotionnellement instable avec un QI de 93.

### Alcatraz
Carnes est arrivé au pénitencier fédéral d'Alcatraz le 6 juillet 1945. Le 2 mai 1946, Carnes et cinq autres détenus ont participé à une tentative d'évasion pour s'échapper d'Alcatraz qui s'est transformée en bain de sang lors de la Bataille d'Alcatraz, trois des prisonniers ont survécu et deux sont morts. L'évasion ayant échoué, il a été jugé pour meurtre avec les deux autres survivants, Sam Shockley et Miran Edgar Thompson, et a été reconnu coupable de participer à l'intrigue. Shockley et Thompson ont été condamnés à mort, mais Carnes n'a pas été exécuté parce qu'il n'a pas directement participé au meurtre des officiers. À la place, il est condamné à 99 ans supplémentaires. Certains agents correctionnels qui ont été pris en otage ont témoigné qu'il s'était abstenu de suivre les instructions pour les tuer.
Carnes est restée au pénitencier fédéral d'Alcatraz jusqu'à sa fermeture en 1963, en passant la plupart du temps dans l'unité de ségrégation. Il a prétendu qu'il avait reçu une carte postale de Frank Morris et les frères Anglin, John Anglin (criminel) John et Clarence Anglin, qui était un mot de code que leur évasion avait réussi. Aucune preuve matérielle d'une telle carte postale n'a été trouvée.

### Libération conditionnelle, ré-incarcération et décès
Malgré une peine d'emprisonnement à perpétuité en Oklahoma pour meurtre, ainsi qu'une peine de 203 ans sur les accusations fédérales, Carnes a été libérée en 1973 à l'âge de 46 ans. Toutefois, sa libération conditionnelle a été révoquée deux fois en raison de violations de la libération conditionnelle et il a été reconduit en prison. Il est décédé à la suite des complications liées au Sida le 3 octobre 1988 au Centre médical pour les prisonniers fédéraux à Springfield au Missouri.
En novembre 1988, le criminel du Massachusetts James J. « Whitey » Bulger, qui avait des liens d'amitié avec Carnes alors qu'il était à Alcatraz, a payé son corps pour être exhumé et retrouver la terre de ces aïeux de la Choctaw Nation of Oklahoma. Bulger aurait acheté un somptueux cercueil en bronze de 4 000 $ et payé une voiture pour transporter les restes de Carnes du Missouri à l'Oklahoma. Carnes est enterré au cimetière de Billy à Daisy, en Oklahoma.

## Dans la culture populaire
La vie de Carnes a fait l'objet d'un téléfilm en deux parties en 1980 réalisé par Paul Krasny : Alcatraz: The Whole Shocking Story. Chaque partie dure 95 minutes. Michael Beck qui a joué dans Les Guerriers de la nuit porte le rôle de Clarence Carnes. Les vedettes suivantes sont (dans l'ordre alphabétique): John Amos, G. W. Bailey, Art Carney, Ronny Cox, Peter Coyote, Robert Davi, Louis Giambalvo, Alex Karras,  Ed Lauter, Richard_Lynch, James MacArthur, Joe Pantoliano, Will Sampson, Telly Savalas et [Jeffrey Tambor] ]. Le film porte l'avertissement : « Ces images sont basées sur une histoire vraie, mais certains noms, lieux et incidents ont été modifiés pour des raisons dramatiques ».
La bataille d'Alcatraz a été dramatisée dans le téléfilm  Six Against the Rock . Alors que la plupart des personnes impliquées conservaient leurs vrais noms (David Carradine dans le rôle de Bernard Coy, Jan-Michael Vincent dans le rôle de Miran Thompson, Carnes a été rebaptisé Dan Durando, interprété par Paul Sanchez.